# 민간 우주 비행

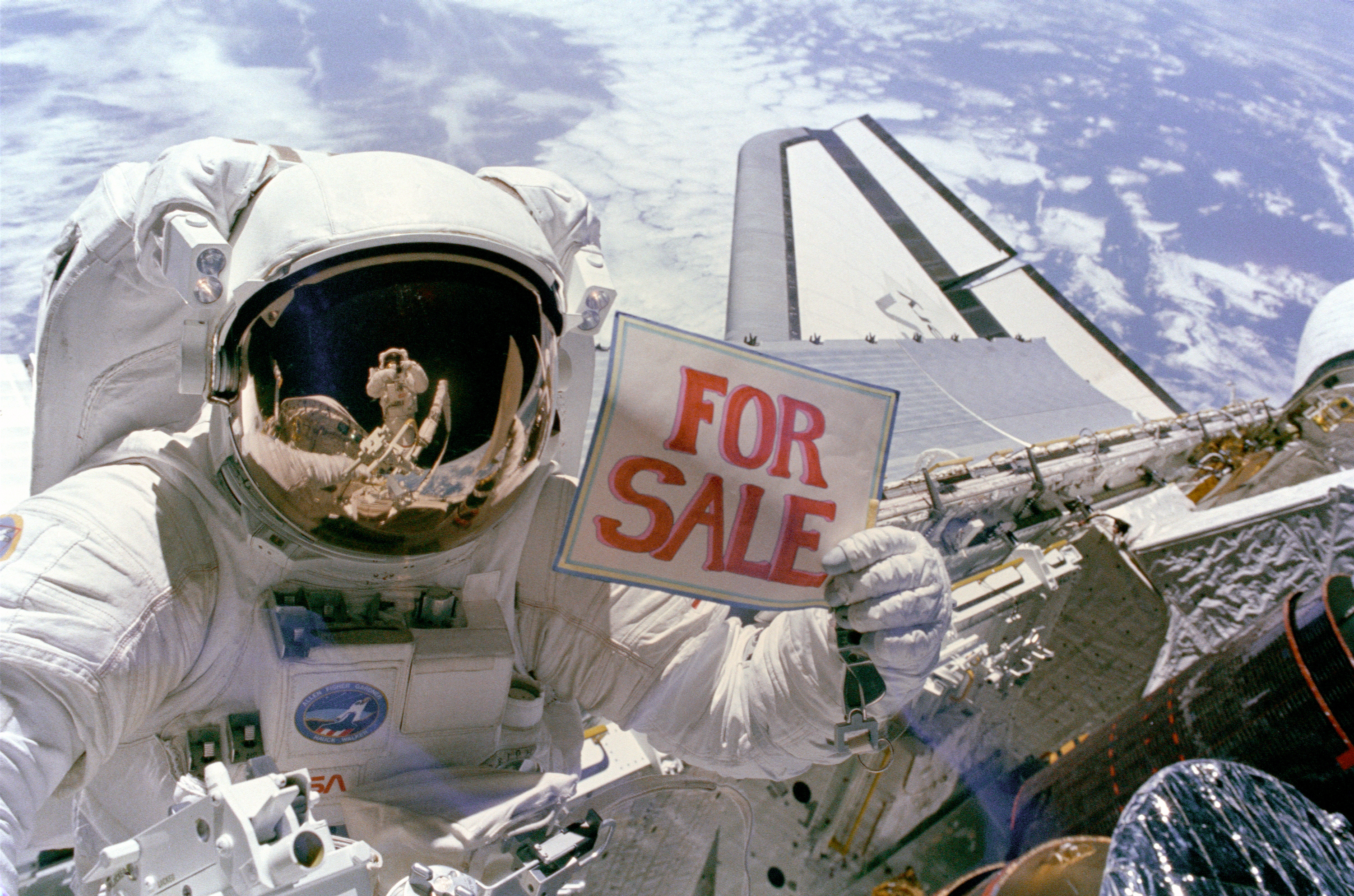
"For Sale" 사인을 가진 NASA의 우주비행사

민간 우주 비행(民間宇宙飛行, 영어: Private spaceflight)은 정부 기관이 아닌 실체에 의해 지불되고 수행되는 우주 비행 또는 우주 비행 개발 기술이다.

## 신우주
신우주(newspace, new space)라는 용어는 민간 우주 비행의 노력의 상대적인 현대적 개념을 강조한 것으로 우주 비행을 상업적인 산업으로 개인화하는 국제적, 다국적 노력을 아우른다. 이는 국제 조약과 국가 정부의 관리 하에서 이루어진다.

### 신우주 시대
우주왕복선을 타고 우주공간의 호텔로 날아가 창 밖에 잡힐 듯 서 있는 은하계를 감상할 수 있는 날은 언제쯤이 될까. 패스파인더호의 화성탐사와 토성탐사선 카시니호의 성공적인 우주비행에 힘입어 한동안 주춤했던 우주탐사 활동이 활기를 띠고 있다. 우주의 베일을 벗겨 보려는 인류의 호기심은 끝없이 뻗어 나가고 있다. 그뿐만 아니라 우주 장거리여행에 필수적인 우주정거장 건설 작업도 순조롭게 진행되면서 빠르면 2020년쯤 우주호텔에서 휴가를 보낼 수 있을 것이란 황홀한 전망이 나오고 있다. 21세기의 우주는 탐험의 대상이 아닌 여행의 공간으로 바뀌어 가고 있다.
우주를 향한 인간의 도전은 로켓개발에 달려 있다. 우주여행의 실현가능성은 바로 '비행기' 같은 로켓을 언제까지 개발하느냐가 관건이기 때문이다. 최근 미국에서 추진하고 있는 차세대 우주왕복선 'X－33'의 개발계획은 우주개발의 꿈을 한층 현실화시키고 있다. 개발 회사인 마틴사는 1999년 12월까지 X－33을 15차례 이상 시험비행을 끝낸 다음 이보다 두 배 이상 큰 실용모델 '벤처스타'를 만들 계획이다. X－33은 보조연료탱크나 외부로켓의 도움 없이 자체 연료탱크와 로켓만으로 발사 후 곧장 궤도에 도달할 수 있다. 선체는 초경량 복합재료로 만들어진다. 화물운송 비용도 파운드당(450g) 1만 달러인 현행 우주선의 10분의 1 수준으로 낮출 수 있게 된다.
따라서 훨씬 싼 값으로 물자·여객의 우주수송이 가능해지고 우주공간을 활용한 위성통신·우주실험·탐사 및 관광 등 우주개발의 현실성도 한층 높아지게 됐다. 미국의 마틴사 외에도 일본의 JRS와 가와사키중공업은 대기권에서는 헬기처럼, 지구 저궤도상에선 로켓추진력을 이용해 지구궤도를 비행할 수 있는 미래형 우주민항기 개발을 시작했다. 또 미국 보잉사도 미국항공우주국(NASA)의 프로젝트인 '퓨처X'에 참여하고 있다.
한편 영국 버진그룹은 '버진 은하 항공사(Virgin Galantic Airways)'설립 계획을 발표하고, 우주여행산업에 뛰어들겠다고 밝혔다. 이 회사는 "2002년경에 1인당 5만-8만 파운드(1억-1억 6,000만 원)을 내고 2시간 동안 우주 공간에 머무는 여행 상품을 개발할 수 있을 것으로 본다"면서, 현재 재사용 가능한 우주선을 개발하기 위해 미국 우주선 제조업체들과 협상중이라고 말했다. 또 "버진 애틀랜틱 항공사 직원들과 전문가들을 동원, 시장성과 기술적 실현 가능성을 꼼꼼히 따져본 뒤 결정했다"면서, "소년 시절 아폴로 11호의 달 착륙 생중계를 지켜봤던 베이비붐 세대들이 주요 교객이 될 것"이라고 말했다.
우주여행은 21세기에 새롭게 떠오르는 레저산업이다. 앞으로 10-20년 안에 일반인들도 간단히 적응 훈련을 거친 뒤, 1인당 10만 달러(1억 원)의 비용으로 고도 100km 이상 우주 공간에서 4-7일 간 머물 수 있게 될 것이다.